# Dr House
Dr House (ang. House; House, M.D.) – amerykański medyczny serial telewizyjny produkowany dla stacji telewizyjnej Fox. Miał premierę na antenie 16 listopada 2004 roku.
Fabuła serialu koncentruje się na osobie doktora Gregory’ego House’a (Hugh Laurie), niekonwencjonalnego, ekscentrycznego, a zarazem genialnego lekarza, kierującego zespołem diagnostycznym w fikcyjnym Szpitalu Klinicznym Princeton-Plainsboro (PPTH) w New Jersey. W każdym odcinku dr House wraz ze swoim zespołem próbuje zdiagnozować i wyleczyć pacjentów przejawiających rozmaite objawy, niewyjaśnione wcześniej przez innych lekarzy. W pierwszych trzech seriach zespół dra House’a tworzyli: dr Allison Cameron (Jennifer Morrison), dr Robert Chase (Jesse Spencer) i dr Eric Foreman (Omar Epps), od czwartej serii dr Chris Taub (Peter Jacobson), dr Lawrence Kutner (Kal Penn) oraz dr Remy „Trzynastka” Hadley (Olivia Wilde), w siódmym sezonie w zespole pojawiła się Martha Masters (Amber Tamblyn), a w ósmym do zespołu dochodzą dr Chi Park (Charlyne Yi) oraz lekarka z więzienia dr Jessica Adams (Odette Annable). Ponadto serial ukazuje prywatne życie House’a, członków jego zespołu, jedynego przyjaciela – dr. Jamesa Wilsona (Robert Sean Leonard), ordynatora oddziału onkologii oraz dr Lisy Cuddy (Lisa Edelstein), dyrektor szpitala Princeton‑Plainsboro.
Chociaż współproducentami serialu są reżyserowie: Paul Attanasio i David Shore, stacja telewizyjna FOX oficjalnie jako producenta podaje jedynie nazwisko Shore'a. Koncepcję serialu opracował Attanasio, natomiast Shore był odpowiedzialny przede wszystkim za kreację głównego bohatera. Lista producentów wykonawczych Dr House’a, oprócz Shore'a i Attanasio, zawiera m.in. Katie Jacobs (żona Attanasio) oraz głównego reżysera serialu – Bryana Singera.
Dr House uzyskał pozytywne oceny krytyków oraz cieszy się dużą oglądalnością. Dystrybuowany w 66 krajach, serial był najczęściej oglądanym programem telewizyjnym w 2008 roku. Otrzymał też wiele nagród, m.in. Peabody Award, dwa Złote Globy i trzy Emmy. Wyemitowano osiem serii serialu. 21 maja 2012 r. został wyemitowany ostatni (177.) odcinek zatytułowany „Everybody dies”.

## Zarys ogólny serialu
„Zawsze kiedy próbuje się streścić serial w jednym słowie wychodzi się na głupka. Rzecz o prawdzie”.

Dr Gregory House jest geniuszem medycyny i mizantropem, który przewodzi zespołowi diagnostów w szpitalu klinicznym Princeton-Plainsboro w New Jersey. Fabuła większości odcinków polega na przedstawieniu dochodzenia do właściwego rozpoznania choroby u jednego z pacjentów. Najczęściej rozpoczyna je poprzedzająca czołówkę scena poza szpitalem, przedstawiająca występowanie objawów. Typowy odcinek przedstawia działania zespołu próbującego zdiagnozować chorobę i wyleczyć ciężko chorego pacjenta. Próby te często są bezskuteczne do momentu, gdy stan pacjenta staje się krytyczny. Oddział House’a zazwyczaj leczy pacjentów, którzy korzystali już z pomocy innych lekarzy, ale nie zostali przez nich właściwie zdiagnozowani. House ma w zwyczaju odrzucać przypadki, które uważa za nieciekawe. Konstrukcja fabuły zasadza się bardziej na zderzeniu niekonwencjonalnych teorii i praktyk medycznych House’a z reakcjami na nie innych postaci niż na zawiłych szczegółach leczenia.
Zespół stosuje diagnostykę różnicową, w którym House pełni rolę kierującego rozważaniami grupy. House wypisuje na tablicy i wykreśla możliwe etiologie. Zazwyczaj przypadłość pacjenta zostaje mylnie zdiagnozowana, co powoduje użycie niewłaściwych leków. Prowadzi to z reguły do dodatkowych komplikacji, ale ostatecznie pomaga rozpoznać właściwie chorobę pacjenta, ponieważ charakter komplikacji dostarcza często nowych informacji. House ma w zwyczaju stawiać właściwą diagnozę ni z tego, ni z owego, często zainspirowany uwagą wypowiedzianą mimochodem przez inną postać. Właściwie postawione diagnozy stanowią przegląd od najczęstszych po najrzadziej spotykane choroby. Stale powracającym żartem serialu jest rozważanie przez zespół na wczesnym etapie możliwości występowania u pacjenta tocznia, ale ta diagnoza nigdy nie okazuje się być trafna.
Wielu dolegliwości, z którymi spotyka się zespół House’a nie można łatwo zdiagnozować, ponieważ pacjenci kłamią na temat objawów i ich okoliczności oraz szczegółów z życia. House często wypowiada pod nosem: “wszyscy kłamią” albo ogłasza podczas rozważań zespołu: “pacjent kłamie”; to założenie kieruje jego decyzjami i diagnozami. Ponieważ wiele z jego teorii ma charakter objawienia albo kontrowersyjnych spostrzeżeń, często ma problemy z uzyskaniem zgody swojej przełożonej, dr Lisy Cuddy, dyrektor szpitala, na przeprowadzenie zabiegów medycznych, które uważa za konieczne. Szczególnie kiedy proponowane zabiegi odznaczają się dużym stopniem ryzyka lub gdy są etycznie wątpliwe. Często dochodzi do rozbieżności pomiędzy Housem a jego zespołem, zwłaszcza dr Allison Cameron, która odznacza się bardziej konserwatywnymi standardami etyki medycznej niż pozostałe postaci.
House, podobnie jak wszyscy lekarze szpitala, musi również przyjmować pacjentów w przychodni znajdującej się w budynku. Niechętne spełnianie tego obowiązku lub pomysłowe metody wymigania się od niego stanowią powracający wątek poboczny. Podczas dyżuru w przychodni House wprawia swoich pacjentów w zakłopotanie czyniąc im niewygodne uwagi o ich życiu osobistym, wypisując dziwaczne recepty i proponując niekonwencjonalne leczenie. Choć początkowo wydaje im się głuchy na ich narzekania, regularnie wprowadza ich w osłupienie szybkimi i celnymi diagnozami. Spostrzeżenia poczynione w pracy nad łatwymi przypadkami w przychodni często stanowią inspirację do rozwiązania przypadku głównego pacjenta.

"To nie jest serial o uzależnieniu, ale nie można przemycić takiego wątku nie oczekując, że będzie on zauważony i dyskutowany. Zwraca się uwagę na zwiększające się z czasem [u House’a] dawki [vicodinu], który staje się coraz mniej skuteczny w uśmierzaniu bólu, co dla nas niezmiennie stanowi obszar do zgłębienia”.

Istotnym elementem fabuły jest też uzależnienie House’a od Vicodinu, którego używa by poradzić sobie z bólem wywołanym zawałem mięśnia czworogłowego uda, co zmusza go do chodzenia o lasce. W odcinku Detox pierwszej serii przyznaje, że jest uzależniony, twierdząc jednak, że nie stanowi to dla niego problemu, bo tabletki pozwalają mu pracować i uśmierzają ból. Mimo to Cuddy i Wilson kilkakrotnie próbowali go namówić na terapię odwykową. Kiedy nie miał dostępu do Vicodinu bądź doświadczał nadzwyczaj silnego bólu, House okazjonalnie eksperymentował z innymi środkami przeciwbólowymi, jak morfina, oksykodon czy metadon; po pracy często sięga też po alkohol i określa siebie mianem big-drunkera. Z końcem piątej serii House zaczyna jednak doznawać halucynacji, po odrzuceniu innych diagnoz wraz z Wilsonem stwierdzają, że to Vicodin jest najprawdopodobniejszą przyczyną. Początkowo nie dopuszcza do siebie tej myśli, ostatecznie jednak w finałowym odcinku serii decyduje się poddać leczeniu w Szpitalu Psychiatrycznym Mayfield.

## Postacie i łuki narracyjne

### Postacie pierwszoplanowe
Nazwiska sześciorga głównych aktorów serialu znajdują się w sekcji czołówki (tzw. billingu), która przynależy gwiazdom. Wszyscy oni wcielają się w role lekarzy pracujących w fikcyjnym szpitalu Princeton Plainsboro Teaching Hospital (PPTH) w New Jersey. Tytułowy bohater, dr Gregory House (Hugh Laurie), kieruje Oddziałem Rozpoznania Klinicznego. Przedstawia się on jako „podwójnie certyfikowany diagnosta specjalizujący się w chorobach zakaźnych i nefrologii”. Dr James Wilson (Robert Sean Leonard), jedyny prawdziwy przyjaciel House’a, prowadzi Oddział Onkologii. Dr Lisa Cuddy (Lisa Edelstein), endokrynolog, jest przełożoną House’a, pełniącą funkcje Dziekana Wydziału Medycznego oraz Dyrektora Szpitala. Związek House’a z Cuddy jest skomplikowany, a ich rozmowy często mają podtekst seksualny o znacznym natężeniu. W szóstym odcinku piątej serii zatytułowanym „Radość” wymieniają się oni pierwszym pocałunkiem. W piątej serii nie dochodzi do kolejnego zbliżenia; w odcinku końcowym House jest przekonany, że uprawiał seks z Cuddy, tymczasem stanowi to jego kolejne urojenie spowodowane zażywaniem narkotyzującego leku.
Pierwotny zespół diagnostyczny House’a składa się z dr. Erika Foremana (Omar Hashim Epps), neurologa, dr. Roberta Chase’a (Jesse Spencer), specjalisty w dziedzinie intensywnej terapii oraz dr Allison Cameron (Jennifer Morrison), immunolog. W jednym z odcinków trzeciej serii zatytułowanym Rodzina Foreman wręcza House’owi swoją rezygnację ze słowami „Nie chcę stać się tobą”. W odcinku kończącym tę serię (Ludzki Błąd) House zwraca się do Chase’a twierdząc, że ten albo nauczył się już tyle ile mógł, albo nie nauczył się niczego i wyrzuca go z zespołu. Cameron, która zaczęła darzyć Chase’a głębszym uczuciem, wkrótce po tym rezygnuje z pracy. Skutkiem tego w premierowym odcinku czwartej serii House nie ma nikogo w zespole.
Zmuszony przez Cuddy do stworzenia nowego zespołu, House przyjmuje kandydatury czterdziestu lekarzy. Pierwsze odcinki czwartej serii poświęcone są procesowi selekcji, która swoją formułą przypomina popularne programy reality show polegające na eliminacji uczestników (Jacobs nazwał to wersją Ryzykantów). House przydziela każdemu aplikantowi numer od 1 do 40 i wyłania siedmioro finalistów. Następnie ocenia ich pracę podczas rozwiązywania konkretnych przypadków klinicznych pod okiem Foremana, który powraca na oddział po zwolnieniu z innego szpitala za działanie przypominające House’a. Ponieważ powrót Foremana oznacza ograniczenie liczby wakatów do dwóch, House podstępem wymusza na Cuddy możliwość zatrudnienia trzech nowych asystentów:dr. Chrisa Tauba (Peter Jacobson), byłego chirurga plastycznego, dr. Lawrence’a Kutnera (Kal Penn), specjalistę medycyny sportowej oraz dr Remy Beuregard „Trzynastkę” Hadley (Olivia Wilde), internistkę, która swój przydomek zawdzięcza numerowi z eliminacji. W ostatnim odcinku tej serii (Serce Wilsona) „Trzynastka” dowiaduje się, że choruje na dziedziczną pląsawicę Huntingtona.
W jedenastym odcinku piątej serii pt. Joy to the World Foreman i „Trzynastka” wymieniają namiętny pocałunek. Początkowo „Trzynastka” jest niechętna rozpoczęciu związku z Foremanem, jednak ostatecznie tych dwoje zaczyna się ze sobą spotykać i z końcem serii wciąż stanowi parę. W marcu 2009 roku E! opublikowało informację, że w piątej serii jedna z głównych postaci umrze. W dwudziestym odcinku zatytułowanym Proste wyjaśnienie w mieszkaniu Kutnera zostaje znalezione jego ciało z przestrzeloną głową. Ponieważ Kutner nie zostawił żadnego listu, House podejrzewa przestępstwo; pozostali bohaterowie uważają jednak tę śmierć za samobójstwo. Chociaż Jacobson i Wilde grają główne role (podobnie było i z Pennem), nie są oni wymieniani w tzw. billingu czołówki pośród gwiazd serialu. Ich nazwiska zostają wyświetlone po napisie W pozostałych rolach dopiero po jej zakończeniu.
Byli członkowie zespołu, Chase i Cameron, wciąż pojawiają się regularnie w serialu, ale wykonują inne zadania w szpitalu PPTH: Cameron jest starszym lekarzem prowadzącym w ambulatorium, a Chase pracuje jako chirurg. W siódmym odcinku serii drugiej zatytułowanym Polowanie Cameron i Chase uprawiają przygodny seks. W połowie trzeciej serii rozpoczynają zażyłość seksualną, jednak Cameron nalega, aby pozostała ona niezobowiązująca; gdy Chase oświadcza, że chce czegoś więcej, Cameron kończy romans. Niemniej pod koniec serii Cameron zaczyna darzyć Chase’a uczuciem i para decyduje się na poważny związek. W dwudziestym pierwszym odcinku tej samej serii zatytułowanym Zbawcy, wyemitowanym bezpośrednio po odcinku o samobójstwie Kutnera, następują zaręczyny, a w odcinku kończącym serię – ślub. W VI serii, rozstają się, na skutek śmierci pacjenta spowodowanej przez Chase’a.

### Postacie epizodyczne
Każda z serii House'a zawiera epizodyczne postaci, które pojawiają się w kilkuodcinkowym łuku narracyjnym. W pięciu odcinkach pierwszej serii występuje Edward Vogler (Chi McBride), multimilioner posiadający firmę farmaceutyczną. W zamian za przewodnictwo w radzie PPTH, obdarowuje on szpital datkiem w wysokości 100 milionów dolarów. Postać Voglera stanowi próbę wprowadzenia do serialu czarnego charakteru, co było sugestią stacji Fox. Jednak jeszcze przed emisją odcinków z Voglerem serial stał się hitem i z postaci tej szybko zrezygnowano. Shore był zdania, że pomysł z nikczemnym szefem nie był w serialu prawdopodobny: „Serial nazywa się Dr House. Widzowie wiedzą, że nigdy nie zostanie on zwolniony”. W dwóch ostatnich odcinkach pierwszej serii i w kolejnych siedmiu serii drugiej pojawia się Stacy Warner (Sela Ward), była partnerka House’a. Zależy jej, aby House leczył jej męża, Marka Warnera (Currie Graham), u którego w ostatnim odcinku pierwszej serii (Honeymoon) House stwierdza porfirię. Stacy i House ponownie się do siebie zbliżają, jednak ostatecznie House odsyła ją do Marka, co jest dla niej druzgocące.
W kilku odcinkach serii trzeciej pojawia się policyjny detektyw, Michael Tritter (David Morse). Próbuje uzyskać przeprosiny u House’a, który zostawił go w gabinecie z termometrem w odbycie. Po tym jak ten odmawia, Tritter wnosi przeciw niemu oskarżenie o nielegalne posiadanie narkotyków i zmusza go do uczestnictwa w programie odwykowym. Gdy sprawa trafia na wokandę, Cuddy kłamie na rzecz House’a i oskarżenie zostaje oddalone. Jednak za obrazę sądu House musi spędzić jedną noc w więzieniu. Kończy on także program odwykowy, ale pod wpływem vicodynu/metadonu. U boku trojga wybrańców House’a występują czterej finaliści: Jeffrey Cole (Edi Gathegi); Travis Brennan (Andy Comeau), epidemiolog; Henry Dobson (Carmen Argenziano), były urzędnik rekrutacyjny na akademii medycznej oraz Amber „Bezwzględna Zołza"/"Zdradziecka Suka” Volakis (Anne Dudek), radiolog interwencyjna. Każde z tych czworga odchodzi z serialu po wyeliminowaniu, z wyjątkiem Volakis, która występuje w całej serii ze względu na jej związek z Wilsonem. W dwuodcinkowym zakończeniu serii, ponieważ Wilson jest nieuchwytny, stara się ona odprowadzić pijanego House’a do domu. Pojawia się ponownie z końcem serii piątej jako przedmiot halucynacji, na które cierpi House.
W trzech odcinkach piątej serii pojawia się prywatny detektyw Lucas Douglas (Michael Weston), postać po części inspirowana fascynacją Shore'a serialem kryminalnym Akta Rockforda. Początkowo House zatrudnia Douglasa do śledzenia Wilsona, który po śmierci Volakis zakończył z nim przyjaźń (przyjaźń House’a z Wilsonem szybko się odnowi). Później jednak House płaci Douglasowi za monitorowanie życia prywatnego członków zespołu oraz Cuddy. W razie gdyby ta postać przypadła widzom do gustu, planowano uczynić z niej głównego bohatera pokrewnego serialu. We wrześniu 2008 roku Shore w wywiadzie dla Entertainment Weekly tak wypowiadał się o konstrukcji tej postaci: „Nie chcę tworzyć kolejnego serialu medycznego. Co naprawdę interesuje mnie z pisarskiego punktu widzenia to wybory, jakich dokonują ludzie w obliczu tego, co dobre i złe [...] a prywatny detektyw może drążyć to zagadnienie sprawniej niż lekarz”. Jednak do jesieni 2009 roku w programach amerykańskich stacji telewizyjnych nie znalazł się serial z postacią Douglasa.
W pozostałych rolach i epizodach wystąpili m.in.: Candice Bergen, Charles S. Dutton, Michael Michele, Franka Potente, Robin Tunney, Cynthia Nixon, Joel Grey, Kathleen Quinlan, Kurtwood Smith, James Earl Jones, Jennifer Grey, Linda Park, Rekha Sharma, David Strathairn, Peter Weller, Jolene Blalock, Judy Greer, Megan Follows, Marika Domińczyk, Sherilyn Fenn, Mira Sorvino, Meat Loaf, Carmen Electra, Željko Ivanek.

#### Nawiązania do Sherlocka Holmesa

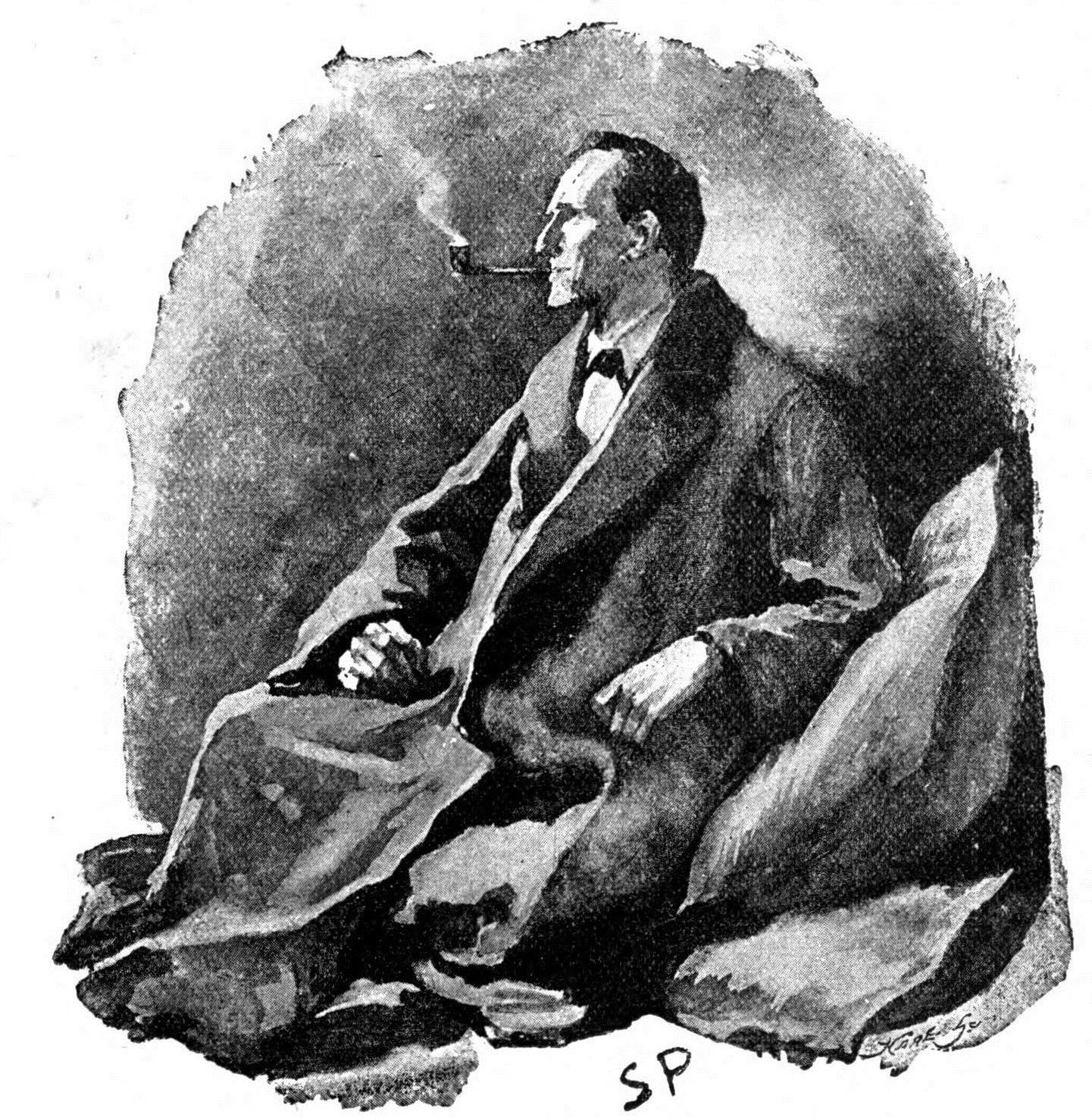
Sherlock Holmes posłużył twórcom serialu jako inspiracja

Podobieństwa pomiędzy Gregorym Housem, a znanym fikcyjnym detektywem, Sherlockiem Holmesem, postacią pióra sir Arthura Conana Doyle’a, przewijają się przez cały serial. Shore tłumaczył, że od zawsze był wielkim fanem książek o Sherlocku Holmesie i uważał jego obojętność wobec klientów za coś bardzo wyjątkowego. Czerpanie z pomysłów Conana Doyle’a widać szczególnie w tym, jaką wagę House przykłada do analizy psychologicznej, nawet kiedy ta wydaje się nie mieć zastosowania, rozumowania indukcyjnego i niechęci do podejmowania przypadków, których nie uważa za interesujące. Jego metody śledcze opierają się na logicznej eliminacji diagnoz, których niemożliwość została udowodniona; Holmes używał do złudzenia podobnych metod. Obie postacie potrafią też grać na instrumentach muzycznych (House na fortepianie, gitarze i harmonijce, Holmes na skrzypcach) i zażywają substancje odurzające (House jest uzależniony od Vicodinu; Holmes zażywa niekiedy kokainę). Relacje House’a z dr. Jamesem Wilsonem również przywodzą na myśl Holmesa i dr. Johna Watsona. Robert Sean Leonard, odtwórca roli Wilsona, stwierdził, że House i jego postać (której nazwisko również wydaje się być podobne do Watsona) mieli według wcześniejszych szkiców scenariusza pracować ze sobą częściej, tak jak Holmes i Watson; jego zdaniem zespół House’a przejął zatem aspekt postaci Watsona. Jak powiedział Shore, samo imię House’a to subtelny hołd dla Holmesa, ze względu na podobieństwo angielskiego słowa house z home, brzmiącym podobnie do nazwiska Holmes). Ponadto adres mieszkania House’a, 221B Baker Street jest identyczny z londyńskim adresem Holmesa – Baker Street 221B.
Pojedyncze odcinki serialu również zawierają wiele drobnych odniesień do opowieści o Holmesie. Główna pacjentka zespołu w pilotowym odcinku, Rebecca Adler, zawdzięcza swoje nazwisko Irene Adler, bohaterce pierwszego opowiadania o Sherlocku Holmesie. W finale drugiej serii House zostaje postrzelony przez szaleńca, który w napisach końcowych został nazwany Moriarty, imieniem odwiecznego wroga Holmesa. W odcinku czwartej serii, It's a Wonderful Lie, House zostaje obdarowany „drugą edycją Conana Doyle’a” jako prezentem wigilijnym. Natomiast w finale odcinku piątej serii Joy to the World, Wilson, znów jako prezent świąteczny, daje House’owi książkę Josepha Bella, który to z kolei był inspiracją dla Conana Doyle’a w tworzeniu postaci Sherlocka Holmesa. Wilson załączył też notkę: „Greg, to sprawia, że myślę o Tobie” i, żartując ze współpracowników House’a, opowiada im historię o Irene Adler, rzekomej pacjentce i kochance House’a, która miała być nadawcą prezentu.

## Produkcja

### Koncepcja
Wiedzieliśmy, że stacja jest zainteresowana paradokumentalnymi serialami kryminalnymi i Paul [Attanasio] wpadł na ten pomysł serialu medycznego, esencję tego gatunku. Podejrzanymi byłyby choroby. Szybko jednak zdałem sobie sprawę, że potrzebujemy barwnych, przykuwających uwagę postaci. Chodzi mi o to, że zarazki nie mają motywów.

W 2001 współproducenci David Shore i Paul Attanasio, wraz z partnerką biznesową Attanasio, Katie Jacobs, zaproponowali FOX, niezatytułowany jeszcze serial detektywistyczno-medyczny w stylu CSI, z akcją krążącą wokół lekarzy, odkrywających kolejne symptomy i powodujące je czynniki tak, jak gdyby były kolejnymi poszlakami zagadki kryminalnej. Inspiracją dla Paula Attanasio, by stworzyć serial, którego każdy odcinek byłby poświęcony osobnemu przypadkowi, była stała kolumna Diagnosis New York Times Sunday Magazine, redagowana przez Lisę Sanders. FOX zaakceptował serial, chociaż dyrektorka sieci, Gail Berman, powiedziała zespołowi odpowiedzialnemu za koncepcję, że chce medycznego show, a nie białych kitlów biegających wzdłuż korytarza. Katie Jacobs stwierdziła później w jednym z wywiadów, że ten warunek był jednym z wielu, które wpłynęły na ostateczną formę serialu.
Po zaaprobowaniu serial otrzymał idiomatyczny tytuł roboczy Chasing Zebras, Circling the Drain (ang. Ścigając zebry, staczając się w kanał; zebra to w anglojęzycznym slangu medycznym nietypowa diagnoza; stoczyć się w kanał – dogorywać). Oryginalnie kanwą fabuły serialu miała być praca grupki lekarzy, starających się zdiagnozować niediagnozowalne. Shore zdecydował, że kluczową kwestią jest opracowanie barwnej osobowości głównego bohatera, który diagnozowałby pacjentów ujawniając ich sekrety i udowadniając kłamstwa. Kiedy David Shore i pozostałe odpowiedzialne za kreację postaci dr. House’a osoby odkryły, jakie otwiera to możliwości, szkic serialu stał się mniej dokumentalny, a bardziej fabularny, skoncentrowany na głównym bohaterze. Postać otrzymała nazwisko House, które zostało też zaadaptowane do tytułu serialu. David Shore stworzył też pozostałe postaci oraz był autorem scenariusza pilotażowego odcinka. Bryan Singer, reżyser, który czuwał też nad castingami, powiedział, że roboczy tytuł odcinka pilotażowego brzmiał Everybody lies, która to fraza stała się też motywem przewodnim całego serialu. Shore stwierdził, że fabuła kilku pierwszych odcinków House’a bazowała na pracach Bertona Roueché'a, który pisał dla New Yorkera w latach 1944–1994 i specjalizował się w reportażach dotyczących osobliwych przypadków medycznych.
David Shore opracował swoją koncepcję głównego bohatera na podstawie własnych doświadczeń jako pacjenta w szpitalu klinicznym. Wspominał: „Wiedziałem, że kiedy tylko opuszczę pokój, [lekarze] będą bezlitośnie mnie wyśmiewać [za moją niewiedzę] i wtedy pomyślałem, że ciekawie byłoby zobaczyć postać, która robi to zanim pacjent wyjdzie”. Częścią przewodniego wątku serialu miała być niepełnosprawność głównego bohatera. Oryginalnie House miał poruszać się na wózku, ale Fox odrzucił ten pomysł. Jacobs wyrażała później wdzięczność dla stacji za jej uporczywe nalegania na przebudowę postaci, stawiając House’a z powrotem na nogi, które miały jednak być w stanie uniemożliwiającym poruszanie się bez laski. Później scenarzyści zdecydowali, że House będzie cierpiał na narastający ból nogi, co wpędzi go w uzależnienie narkotykowe.

### Zespół produkcyjny

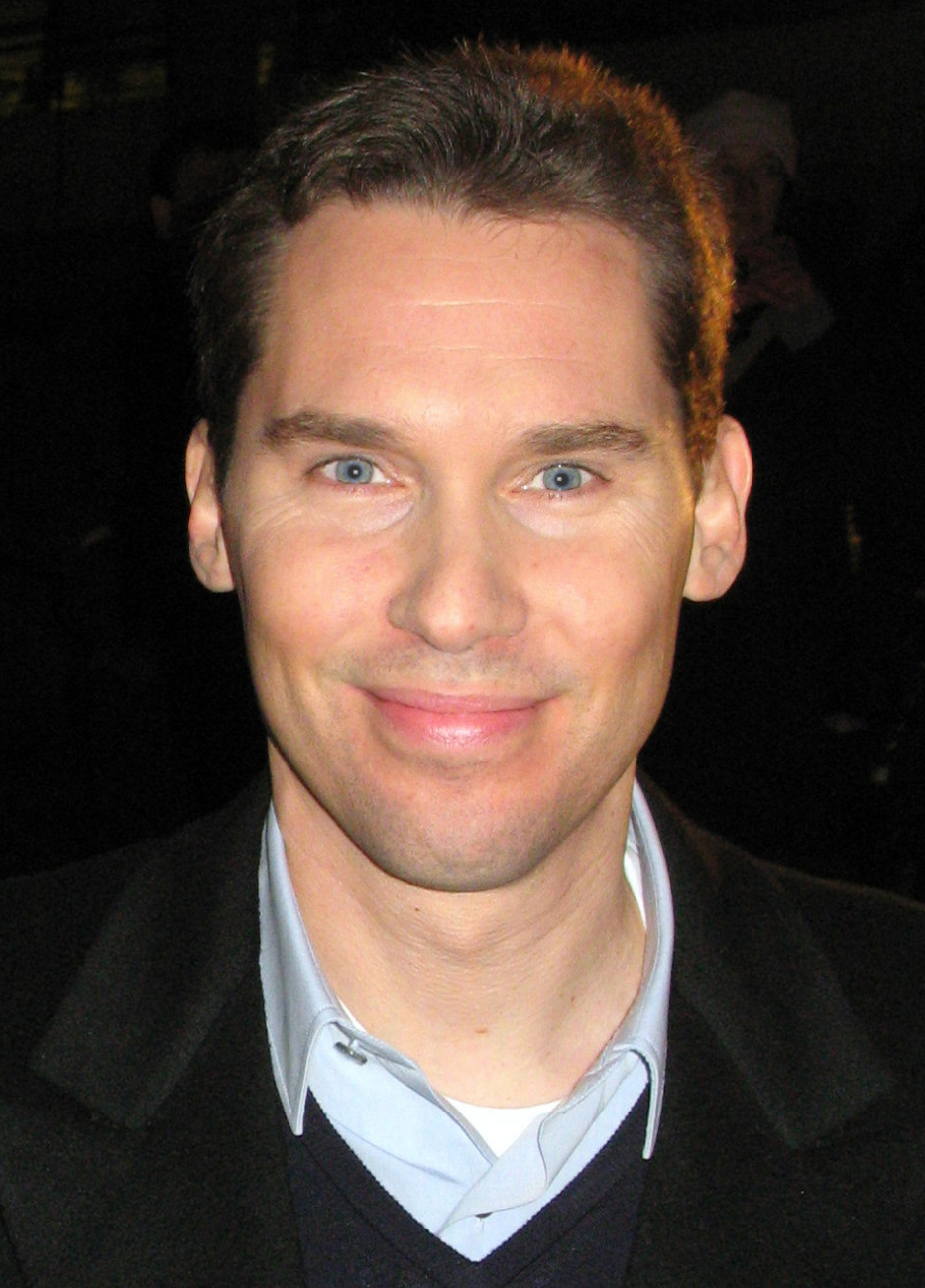
Bryan Singer wyreżyserował pilotażowy odcinek House’a i odcinek trzeci Brzytwa Ockhama.

Dr House jest współprodukowany przez Heel and Toe Films, Shore Z Productions i Bad Hat Harry Productions we współpracy z Universal Media Studios dla telewizji FOX. Paul Attanasio i Katie Jacobs, szefowie Heel and Toe Films, David Shore, dyrektor Shore Z Productions oraz Bryan Singer, szef Bad Hat Harry Productions, są producentami serialu od jego wejścia na antenę. Lawrence Kaplow, Peter Blake oraz Thomas L. Moran dołączyli do ekipy jako scenopisarze na początku pierwszej serii po powstaniu odcinka pilotowego. Scenarzyści Doris Egan, Sara Hess, Russel Friend i Garrett Lerner przyłączyli się do serialowej ekipy na początku drugiej serii. Friend i Lerner, którzy byli partnerami w interesach już wcześniej, dostali ofertę pracy w trakcie przygotowań serialu, jednak odrzucili tę szansę. Po sukcesie produkcji, zaakceptowali ofertę, gdy Jacobs ponownie zaproponowała im tę pracę w kolejnym roku. Od początku czwartej serii Moran, Frienda i Lernera zostali producentami serialu, dołączając do Attanasio, Jacobs, Shore'a oraz Singera. Hugh Laurie był producentem drugiego odcinka 5 serii, Not Cancer oraz odcinka trzeciego, Adverse Events.
Do końca piątej serii w tworzeniu serialu uczestniczyło 24 scenarzystów, m.in.: Kaplow (napisał 16 odcinków), Shore (14), Blake (13), Moran (12), Friend (11), Lerner (11) i Egan (10). Deran Sarafian reżyserował 22 odcinki do końca serii 5. Wśród pozostałych z ponad 3 tuzinów reżyserów, którzy pracowali nad produkcją Dr House’a, tylko Greg Yaitanes wyreżyserował więcej niż 10 odcinków. Elan Soltes był odpowiedzialny za efekty wizualne od początku produkcji serialu. Lisa Sanders, docent medycyny w Yale School of Medicine, odpowiada za medyczne treści serialu. Redaguje ona kolumnę prasową o tytule Diagnosis w The New York Times Sunday Magazine, która zainspirowała powstanie serialu Dr House. Według Shore troje lekarzy sprawdza wszystko co zostanie napisane w scenariuszu. Również Bobbin Bergstrom, dyplomowana pielęgniarka, jest serialowym doradcą medycznym.

### Casting
"Podjęcie decyzji o grze [w serialu Dr House] nie było żadnym szczególnym posunięciem. Sprawa zazwyczaj ma się tak, że powstaje pilot serialu, a jedynie jedna czwarta [seriali], które zostają zaakceptowane dostaje się do drugiej serii. Myślałem sobie, że czekają mnie trzy fajne tygodnie. Nigdy mi się nawet nie śniło, że po upływie trzech i pół roku wciąż tutaj będę”.

Początkowo producenci planowali obsadzić rolę dr. House’a kimś, kto będzie kwintesencją amerykańskości, Bryan Singer stwierdził nawet, że nie było mowy o angażu aktora o narodowości innej niż amerykańska. W czasie, gdy odbywały się castingi Hugh Laurie był w Namibii na planie filmu Lot Feniksa. Swoje przesłuchanie nagrał w jedynym miejscu, gdzie warunki oświetleniowe były odpowiednie – hotelowej łazience, przepraszając na wstępie za jej wygląd (Singer porównał to nagranie do kaset wysyłanych przez Osamę bin Ladena). Laurie improwizował, używając parasolki zamiast laski. Singer był pod wielkim wrażeniem jego występu i tego, jak doskonale „amerykański aktor” był w stanie utożsamić się z postacią. Nie wiedział wtedy, że Laurie, który mówił z przekonującym amerykańskim akcentem, jest Brytyjczykiem. Laurie porównał swój sposób mówienia do wyczerpanego nastolatka oglądającego za dużo filmów i telewizji. Chociaż do roli House’a rozważano bardziej znanych aktorów, jak Denisa Leary’ego, Roba Morrowa czy Patricka Dempseya, to Shore, Jacobs i Attanasio, którzy byli równie zachwyceni grą Lauriego jak Singer, zdecydowali się powierzyć rolę tytułowego bohatera właśnie jemu.
Laurie ujawnił później, że na początku był pewny, że głównym bohaterem serialu będzie dr James Wilson, marginalizując przy tym rolę House’a do postaci drugoplanowej, dopóki nie otrzymał scenariusza do pilota. Jako syn lekarza, Rana Lauriego, Hugh stwierdził, że czuje się winny „zarabiając więcej za stawanie się udawaną wersją swojego własnego ojca”. Od początku trzeciej serii serialu zarabiał 275 do 300 tysięcy dolarów za odcinek, trzy razy więcej niż ostatnim razem, gdy występował w serialu. W piątej serii kwota ta wzrosła do 400 tysięcy, co uplasowało go na liście najlepiej zarabiających aktorów telewizyjnych.

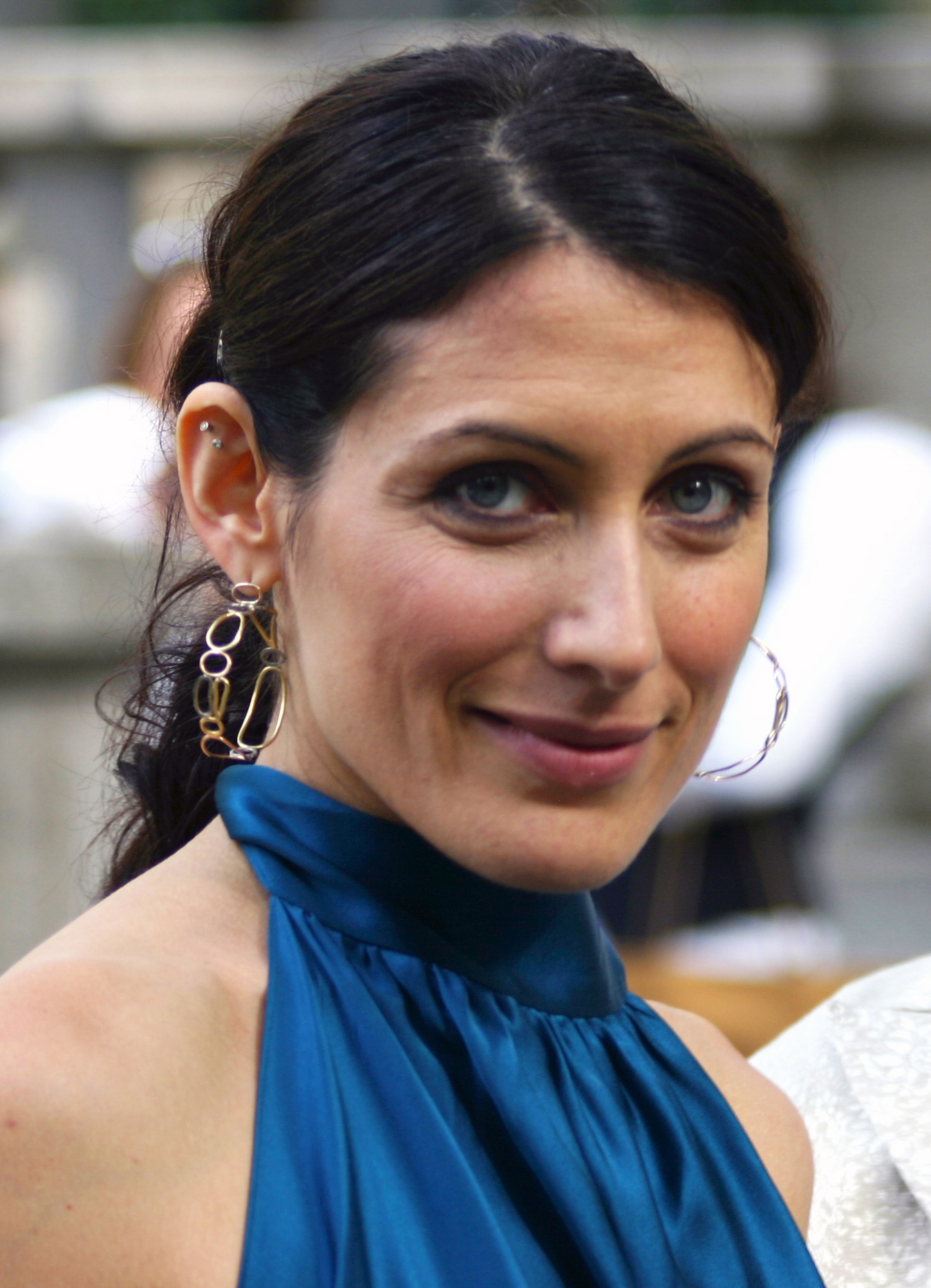
Edelstein została wybrana po tym, jak Singer zauważył jej występ w Prezydenckim pokerze

Robertowi Seanowi Leonardowi zaproponowano jednocześnie role w Dr. Housie i serialu CBS – Wzór. Stwierdził nawet, że scenariusz Wzoru był „całkiem fajny”, później jednak uznał, że postać w jaką miałby się tam wcielić – Charlie Eppes – pojawia się w bardzo wielu scenach scenariusza mówiąc, że „im mniej mam pracy, tym czuję się szczęśliwszy”. Nie był szczególnie zadowolony ze swojego przesłuchania dla House’a i w jednym z wywiadów powiedział, że swój angaż zawdzięcza w dużym stopniu długoletniej przyjaźni z Singerem.
Lisa Edelstein zwróciła uwagę Singera swoim występem w roli prostytutki w Prezydenckim pokerze. Była pod wrażeniem scenariusza, jaki otrzymała od Singera, szczególnie energicznych docinków podczas rozmów jej postaci, dr Lisy Cuddy z Housem.
Australijskiemu aktorowi Jessiemu Spencerowi przesłuchanie do roli dr. Roberta Chase’a zasugerował jego agent. Spencer myślał początkowo, że chodzi o produkcję w stylu Szpitala miejskiego (General Hospital), zmienił jednak zdanie po przeczytaniu scenariusza. Po otrzymaniu angażu udało mu się przekonać scenarzystów, by uczynili jego postać także Australijczykiem. Do roli Chase’a przesłuchiwano też Patricka Dempseya, który zagrał później dr. Dereka Shepherda w Chirurgach.
Omar Epps, odtwórca roli dr. Erica Foremana, czuł się zainspirowany swoją wcześniejszą rolą praktykanta w innym serialu medycznym – Ostrym dyżurze NBC. Jennifer Morrison natomiast swoje przesłuchanie do roli dr Allison Cameron uważała za kompletną katastrofę. Mimo to, Singer, który już wcześniej widział kilka jej występów, jak Jezioro marzeń, praktycznie od początku chciał mieć ją w obsadzie.
Z końcem serii trzeciej House zwolnił Chase’a, a Foreman i Cameron złożyli wypowiedzenie. House musi zatem wyłonić nowy zespół diagnostyczny, kwalifikując do końcowej próby siedmiu finalistów. Początkowo producenci serialu planowali zatrudnienie dwóch pełnoetatowych aktorów towarzyszących postaci Foremana, która powraca w piątym odcinku czwartej serii (Lustro), co miało zapewnić powrót do formuły z trzema członkami w zespole. Ostatecznie, zdecydowano się na wprowadzenie trzech nowych stałych członków obsady. Obok Eppsa, w serialu pozostali Morrison i Spencer, ale odtwarzane przez nich postaci wypełniają inne zadania w szpitalu. Już w fazie produkcji twórcy serialu odrzucili pomysł poświęcenia kolejnych odcinków poszczególnym kandydatom. Wskutek tego – jak twierdzi Jacobs – do ostatniej chwili ani producenci, ani aktorzy nie wiedzieli, kto otrzyma stały angaż. W dziewiątym odcinku czwartej serii (Wyścig) następuje ogłoszenie składu nowego zespołu House’a: do Foremana dołączają doktorzy Lawrence Kutner (Kal Penn), Chris Taub (Peter Jacobson) oraz Remy Hadley (Olivia Wilde). Kandydaci odrzuceni przez dr. House’a nie pojawili się ponownie w serialu, z wyjątkiem ostatniej odrzuconej: Amber Volakis (Anne Dudek), dziewczyny Wilsona do końca czwartej serii; w serii piątej pojawiała się w halucynacjach House’a. Chociaż Penn i Wilde mieli pewną przewagę nad aktorami grającymi pozostałych finalistów, Jacobson twierdzi, że przeszli oni przez identyczny proces próbny i zostali w serialu ze względu na atrakcyjność odtwarzanych przez nich postaci dla scenarzystów. Kutner został usunięty z serialu z końcem piątej serii po tym, jak Penn rozpoczął pracę w Biurze do Spraw Publicznych i Kontaktów Międzyrządowych w Białym Domu (ang. White House Office of Public Engagement and Intergovernmental Affairs).

### Techniki i lokalizacje filmowania
Duża część ujęć Dr. House’a jest nagrywana tzw. techniką walk and talk, polegającą na dynamicznym śledzeniu kamerą postaci wpadających na siebie idąc wzdłuż szpitalnych korytarzy, prowadzących w tym czasie rozmowę. Została ona spopularyzowana przez takie seriale jak Ostry dyżur, Prezydencki poker, St. Elsewhere czy Redakcja sportowa. Wiele scen kręci się też z wykorzystaniem travellingu, ukazujących dwie lub więcej postaci poruszających się z jednego w miejsca w drugie, prowadzących przy tym rozmowę. Producent wykonawczy, Katie Jacobs, stwierdziła, że tak często używano tej techniki, ponieważ dodanie do sceny elementu ruchu nasila wrażenie pośpiechu i zaniepokojenia. Podkreśliła też istotność faktu, że Hugh Laurie ma 6 stóp i 2 cale wzrostu (prawie 190 cm) i jest wyższy niż inne postaci w serialu, a to zwraca uwagę na wszystkie ujęcia w technice walk and talk. Nancy Franklin z New Yorkera opisała komputerowo generowane sekwencje wnikające w głąb ludzkiego ciała, jako świetne, stylizowane na Fantastyczną podróż efekty specjalne wnętrzności pacjentów. „Ujęcia nie ograniczają się tylko do wnikania w głąb gardła” pacjenta – zauważył inny krytyk – „ale i przez jego nos, a także wewnątrz mózgu czy nogi”. Zamiast polegania przede wszystkim na komputerowo generowanych grafikach, takie kadry zazwyczaj opierają się na odpowiednio nagrywanych i obrabianych zdjęciach fizycznych modeli przy wykorzystaniu odpowiednio zwolnionego tempa. Używano też niewspomnianych wcześniej w scenariuszach rekwizytów, pozwalających Lauriemu na improwizację i ujawnieniu wielu dodatkowych aspektów jego postaci, jak i całej historii.
Jedynie odcinek pilotażowy House’a został nakręcony w Kanadzie; wszystkie kolejne filmowano już na terenie wynajmowanym przez Fox w Century City w Kalifornii. Na fikcyjne miejsce akcji serialu Bryan Singer wybrał miasto, z którego pochodził, Princeton w stanie New Jersey, a źródłem zdjęć powietrznych Szpitala Klinicznego Princeton-Plainsboro jest kampus Uniwersytetu Princeton. Część zdjęć odcinka trzeciej serii – Half-Wit została wykonana na terenie University of Southern California, gdzie wystąpili też Dave Matthews i Kurtwood Smith. Początkowe odcinki szóstej serii Dr House’a zostały nagrane w opuszczonym Szpitalu Psychiatrycznym Greystone Park w New Jersey, który jest serialowym Szpitalem Psychiatrycznym Mayfield.

### Czołówka
Czołówka serialu rozpoczyna się rezonansowym zdjęciem ludzkiej głowy, z literą „H” otoczoną kwadratem na pierwszym planie. Na nie zostaje nałożony obraz twarzy dr. House’a, który następnie zanika, ustępując miejsca tytułowi serialu (a właściwie zbitce „ouse” dodanej do ciągle widocznej litery „H”), wraz z podkreśleniem oraz tytułem M.D. obok. Do tego ograniczała się czołówka w pilotowym odcinku serialu. Wszystkie późniejsze odcinki zawierają dłuższą czołówkę, ukazującą nazwiska sześciu członków obsady i twórcy serialu, Davida Shore'a. Nazwisko Lauriego pojawia się pierwsze, po nim nazwiska pozostałych pięciu aktorów w kolejności alfabetycznej (Edelstein, Epps, Leonard, Morrison, Spencer), z Shorem na końcu.
Po kadrze tytułowym na ekranie pojawia się zdjęcie z lotu ptaka na Szpital Princeton-Plainsboro (w rzeczywistości różne budynki kompleksu Uniwersytetu Princeton, głównie kampus uniwersytecki). Po nim następuje seria schematów anatomicznych ludzkiego ciała, towarzyszących nazwiskom członków obsady, znajdującym się obok lub ponad ilustracjami. Nazwisko Lauriego jest ukazane obok modelu ludzkiej głowy z wyeksponowanym mózgiem; Edelstein obok grafiki przedstawiającej pojedynczy neuryt, nazwisko Eppsa jest nałożone na zdjęcie rentgenowskie klatki piersiowej, Leonarda na rysunku dwóch półkul mózgu. Początkowo producenci chcieli dołączyć także zdjęcia laski i butelki Vicodinu, ale Fox wyraził sprzeciw. Zamiast tego nazwisku Jennifer Morisson towarzyszyło kolejne zdjęcie z lotu ptaka – łodzi wioślarskich płynących wzdłuż uniwersyteckiego Jeziora Carnegie. Nazwisko Spencera pojawia się obok wiktoriańsko stylizowanego szkicu kręgosłupa. Pomiędzy prezentacją nazwisk Spencera i Shore'a, pojawia się kadr przedstawiający House’a i trzech członków jego oryginalnego zespołu idących wzdłuż szpitalnego korytarza (pozostaje to niezmienne także w czwartej i piątej serii, kiedy Chase i Cameron nie należą już do jego zespołu. Jacobs stwierdził, że żadna z ilustracji w tle nie ma żadnego konkretnego znaczenia w stosunku do prezentowanych nazwisk; przyznaje jednak, że ostatni kadr opatrzony tekstem „created by David Shore” („produkcja: David Shore”) wyświetlony nad szyją człowieka daje do zrozumienia, że to Shore jest mózgiem serialu. Czołówka została nominowana do Emmy w kategorii „Outstanding Main Title Design”.
Temat muzyczny słyszany w Stanach Zjednoczonych to piosenka Teardrop w wykonaniu Massive Attack. Tekst Teardrop jest śpiewany przez Elizabeth Fraser z Cocteau Twins; Czołówka House’a używa jednak jedynie instrumentalnej wersji piosenki, pozbawionej warstwy wokalnej. Wersja akustyczna, w wykonaniu José Gonzáleza, pojawiła się w tle podczas finałowego odcinka czwartej serii.

## Odbiór

### Oglądalność w trakcie oryginalnej emisji
Od momentu ukazania się House’a na ekranach, jego popularność stale rosła. Podczas emisji pierwszej serii, serial zajmował dwudzieste czwarte miejsce w rankingu popularności telewizyjnych serii, a wśród kobiet House był notowany na dziewiątej pozycji wśród programów emitowanych w godzinach największej oglądalności. Dzięki rozgłosowi, jaki serial zawdzięcza popularnemu programowi American Idol, kolejne trzy serie serii notowane były w pierwszej dziesiątce rankingów. Rekord oglądalności, według Nielsen ratings, House osiągnął w trzeciej serii, gdy każdy odcinek oglądało średnio 19,4 miliona widzów. Zdaniem Katie Jacobs, producenci byli zaskoczeni faktem, że House zgromadził przed telewizorami tak wielu widzów. W piątej serii liczba osób oglądających serial spadła do średnio 12 milionów na odcinek, co dało 19. miejsce w rankingu. Serial pozostaje najchętniej oglądanym programem stacji Fox po American Idol.
Odcinkiem o największej oglądalności spośród pierwszych pięciu serii był odcinek 4. serii zatytułowany W okowach lodu, który wyemitowano po zawodach Super Bowl XLII. Zgromadził przed telewizorami ponad 29 milionów widzów. House był trzecim najczęściej oglądanym programem w tym tygodniu, ex aequo z American Idol. Wyprzedziły go jedynie relacje z Super Bowl i ceremonii zakończenia Super Bowl. Poniżej znajduje się tabela popularności poszczególnych serii serialu podczas emisji w Stanach Zjednoczonych na podstawie średniej liczby widzów każdego odcinka. Emisja prawie każdej z serii House’a rozpoczynała się we wrześniu i kończyła pod koniec maja.
| Seria | Odcinki | Godzina emisji (ET)                                 | Premiera serii      | Zakończenie serii | Seria TV | Miejsce | Oglądalność (w milionach) |
| ----- | ------- | --------------------------------------------------- | ------------------- | ----------------- | -------- | ------- | ------------------------- |
| 1     | 22      | wtorek 21:00                                        | 16 listopada 2004   | 24 maja 2005      | 2004–05  | #24     | 13,3                      |
| 2     | 24      | wtorek 21:00                                        | 13 września 2005    | 23 maja 2006      | 2005–06  | #10     | 17,3                      |
| 3     | 24      | wtorek 20:00 (2006) środa 21:00 (2006–07)           | 6 września 2006     | 29 maja 2007      | 2006–07  | #7      | 19,4                      |
| 4     | 16      | wtorek 21:00 (2007–08) poniedziałek 21:00 (2008)    | 25 września 2007    | 19 maja 2008      | 2007–08  | #8      | 16,2                      |
| 5     | 24      | wtorek 20:00 (2008) poniedziałek 20:00 (2009)       | 16 września 2008    | 11 maja 2009      | 2008–09  | #19     | 12,0                      |
| 6     | 21      | poniedziałek 20:00                                  | 21 września 2009    | 17 maja 2010      | 2009–10  | #22     | 12,8                      |
| 7     | 23      | poniedziałek 20:00                                  | 20 września 2010    | 23 maja 2011      | 2010–11  | #42     | 10,8                      |
| 8     | 22      | poniedziałek 21:00 (2011) poniedziałek 20:00 (2012) | 3 października 2011 | 21 maja 2012      | 2011–12  | #58     | 8.69                      |

#### Lista najwyżej ocenianych programów w amerykańskiej telewizji
Od ukazania się pierwszej serii serialu, House znalazł się na wielu toplistach; wymieniono je poniżej, zgodnie z zajmowaną pozycją.
| 2005 |
| --- |
| - #2 Newsday - #3 PopMatters - #3 USA Today - #4 The New York Times - #7 The Boston Globe - – Chicago Tribune |

| 2006                             |
| -------------------------------- |
| - #6 Newsday - – Chicago Tribune |

| 2007 |
| --- |
| - #2 Los Angeles Times - #2 Chicago Sun-Times - #5 The Boston Globe - #6 Newsday - #7 The Star-Ledger - #7 The New York Times - – Chicago Tribune |

| 2008                                         |
| -------------------------------------------- |
| - #4 Los Angeles Times - – Chicago Sun-Times |

| 2009                   |
| ---------------------- |
| - – The New York Times |

### Nagrody i wyróżnienia
House na nowo definiuje pojęcie medycznego show telewizyjnego. Nie ma tu wyidealizowanych lekarzy, którzy znają odpowiedzi na wszystkie medyczne pytania albo wózków z chorymi, które błyskawicznie przemierzają szpitalne korytarze. House skupia się na farmakologiczno-intelektualnej stronie bycia lekarzem. Metoda prób i błędów współczesnej medycyny zręcznie wykraczająca poza klasyczny, metodyczny format oraz oczywiście błyskotliwy, ale omylny doktor – oto dopełnienie przepisu, doskonały symbol nowoczesnej medycyny.

House otrzymał wiele nagród i nominacji. Serial zdobył Peabody Award w 2005 roku za „niekonwencjonalną postać głównego bohatera – mizantropicznego diagnostyka” oraz za „przypadki godne medycznego Sherlocka Holmesa”, które czynią House’a „najbardziej wyrazistym serialem medycznym ostatniej dekady”. Amerykański Instytut Filmowy umieścił House’a na swojej liście 10 najlepszych programów telewizyjnych 2005 roku.
Program był sześciokrotnie nominowany do Złotych Globów i zwyciężył dwukrotnie. Hugh Laurie otrzymał cztery nominacje w kategorii Najlepszy Aktor w Serialu Dramatycznym; zwyciężył w roku 2006 i ponownie w 2007. W 2008 House otrzymał pierwszą nominację w kategorii Najlepszy Serial Dramatyczny. Następną otrzymał w kolejnym roku, ale nie zdobył statuetki w tej kategorii.
House został także uhonorowany przez Stowarzyszenie Aktorów Filmowych – Hugh Laurie zdobył nagrodę za Wybitną Kreację Roli Męskiej w Serialu Dramatycznym w roku 2007 i 2009. W latach 2005, 2007 i 2008 Laurie był nominowany do Nagrody Emmy w kategorii Najlepszy Aktor Pierwszoplanowy w Serialu Dramatycznym. House był również nominowany do Emmy w kategorii Najlepszy Serial Dramatyczny w latach 2006, 2007 i 2008, jednak nie otrzymał nagrody.
Za 21. odcinek pierwszej serii zatytułowany „Trzy historie” David Shore otrzymał Nagrodę Emmy za scenariusz oraz Humanitas Prize w 2006 roku. Scenarzysta Lawrence Kaplow zdobył Nagrodę Stowarzyszenia Amerykańskich Scenarzystów w 2006 roku za 2. odcinek drugiej serii – „Sekcja zwłok”. Reżyser Greg Yaitanes zdobył statuetkę Emmy za reżyserię w 2008 roku za odcinek „Głowa House’a” – pierwszą część finału 4. serii. W roku 2007 House otrzymał Nagrodę Emmy za charakteryzację.
W 2005 roku Hugh Laurie pojawił się na okładce magazynu TV Guide jako „Najseksowniejszy Mężczyzna Telewizji”. W 2008 House został uznany drugim najseksowniejszym lekarzem w historii za Dougiem Rossem z Ostrego dyżuru, w którego wcielił się George Clooney.

## Dystrybucja
W 2008 roku dystrybucja House’a obejmowała łącznie 66 krajów. Liczba widzów osiągnęła łącznie 81,8 milionów osób, a serial był najczęściej oglądanym serialem telewizyjnym na świecie i przewyższył liczbę publiczności czołowych seriali TV z poprzednich dwóch lat: (CSI i CSI: Miami).
Premierowe odcinki House’a w Stanach Zjednoczonych na antenie Fox i Kanadzie w GlobalTV pojawiały się równocześnie. Serial zajął trzecie miejsce w rankingu oglądalności kanadyjskiej TV w 2008 roku. W tym samym roku House był najczęściej oglądanym programem telewizyjnym w Niemczech, we Włoszech uplasował się na drugim miejscu, a w Czechach na trzecim.
Serial był także popularny we Francji, Hiszpanii, Szwecji i w Holandii. W Wielkiej Brytanii pierwsze cztery serie emitowała telewizja Five. Prawa do wyświetlania serii piątej jako pierwsza zakupiła TV Sky1. Brytyjski rozkład premierowych odcinków jest w przybliżeniu o rok opóźniony w stosunku do emisji w USA.
Oryginalna anglojęzyczna wersja wyświetlana jest także w Australii na antenie Network Ten, w Nowej Zelandii na kanale TV3, a w Irlandii na 3e, kablowym kanale irlandzkiego TV3.
Odcinki są także dostępne online lub do pobrania na stronie Amazon Video on Demand, a iTunes store oferuje wszystkie serie od 1 do 5 po 1,99 USD za odcinek. W roku 2007 między NBCUniversal (dystrybutorem serialu) i firmą Apple Inc. (właścicielem iTunes) doszło do nieporozumień, które czasowo zablokowały dla iTunes czwartą serię. W oświadczeniu prasowym Apple stwierdził, że NBC Universal chciał podwyższyć cenę do 4,99 USD za odcinek. We wrześniu 2008 roku spór pomiędzy Apple i NBC został rozstrzygnięty. Odcinki można także nabyć w jakości HD na iTunes po 2,99 USD. Wcześniejsze odcinki są dostępne na oficjalnej stronie www House’a będącej własnością TV Fox i na Hulu.com.
Pierwsze pięć serii serialu można kupić na DVD w regionach 1, 2 i 4. Pudełkowa edycja serii od 1 do 6 również została wydana. Universal Studios Home Entertainment ogłosiła plany wypuszczenia na rynek regionu 1. pierwsza seria w anamorficznym szerokim ekranie (oryginalnie obraz jest letterboxowy). Nie jest pewne czy na rynkach regionów 2 i 4 ukaże się wersja anamorficzna; obecnie w sprzedaży jest tam wersja obrazu pełnoekranowego 4:3.

## Produkty z logoHouse
23 kwietnia 2007 roku firma American Apparel wypuściła na rynek limitowaną serię T-shirtów 100% bawełny z nadrukiem „Everybody Lies”. Koszulki wyceniono na 19,95 USD i sprzedawano na stronie Housecharitytees.com, a zyski wpłynęły do amerykańskiego Narodowego Związku Chorób Psychicznych (NAMI). Koszulki z nadrukiem „Normal's Overrated” nadal są w sprzedaży, a dochód wpływa do NAMI. Aktorzy i ekipa pracująca przy serialu uczestniczą także w zbiórkach funduszy dla NAMI i brali udział w akcjach promocyjnych na łamach takich czasopism jak Seventeen i Rolling Stone. Wysiłki te przyniosły setki tysięcy dolarów na cele dobroczynne. Jacobs mówi, że poprzez współpracę z NAMI, mają nadzieję „odebrać moc piętna tego rodzaju chorób”.
Firma muzyczna Nettwerk 18 września 2007 roku wypuściła na rynek ścieżkę dźwiękową z serialu na płycie. Album zawiera utwory pojawiające się w House M. D. w pełnych wersjach oraz wcześniej niepublikowane piosenki nagrane wyłącznie na potrzeby serialu. W 2008 roku hiszpańska firma Exelweiss zaprojektowała grę na telefon komórkowy, wydano ją w dwóch wersjach: hiszpańsko- i anglojęzycznej. W czerwcu 2009 roku firma Legacy Interactive ogłosiła umowę koncesyjną z Universal Pictures Digital Platforms Group (UPDPG) umożliwiającą rozwinięcie gry wideo opartej na serialu. Gracze wcielają się tam w role współpracowników House’a i mierzą się z nietypowymi przypadkami medycznymi.

### Gra House
13 września 2010 roku ukazała się gra przygodowa House, przeznaczona na komputery PC i konsolę Nintendo DS. Pierwotnie gra miała ukazać się w grudniu 2009, jednak tak się nie stało.
Celem rozgrywki jest diagnozowanie niewyjaśnionych dotąd chorób, wykorzystując do tego badania obdukcyjne, analizy laboratoryjne oraz zabiegi chirurgiczne. Do rozwiązania jest 5 przypadków nieprzedstawionych do tej pory w serialu, a w ciągu całej gry ponad 100 łamigłówek i minigierek. Jednym z pacjentów jest 14-letnia dziewczyna.

#### Gra House: The Mobile Game
Istnieje gra przeznaczona na telefony komórkowe, wyprodukowana przez studio Exelweiss. Gra jest dostępna w języku angielskim i hiszpańskim. Gracz steruje dr. Gregorym Housem, jego zadaniem jest zdiagnozowanie przypadłości, na którą cierpi znajomy przełożonej House’a, dr Lisy Cuddy. Gra jest w wielu punktach zbliżona do fabuły trzeciego odcinka drugiej serii serialu.

### Książki
- Co dr House wie o medycynie (The Medical Science of House, M.D.) – (2006)
- Dr House. Całkowicie bez autoryzacji (House Unauthorized: Vasculitis, Clinic Duty, and Bad Bedside Manner) – (2007)
- Dr House. Biografia Hugh Lauriego i przewodnik po serialu (The House that Hugh Laurie Built: An Unauthorized Biography and Episode Guide) – (2007)
- Dr House i filozofia – wszyscy kłamią (House and Philosophy: Everybody Lies) – (2008)
- (House MD: House MD Season Two Unofficial Guide: The Unofficial Guide to House MD Season 2) – (2008)
- Dr House. Oficjalny Przewodnik Po Serialu (House, M.D. The Official Guide to the Hit Medical Drama) – (2010)
- Dr House i jego ewangelia autorstwa Diego Goso; wydawnictwa Bernardinum (Maj 2011)

## Dr House w kulturze masowej
- Pięćdziesiąty dziewiąty odcinek Rancza (piąta seria) nawiązuje do serialu[212].